# ジョーイ・テルドスラビッチ
ジョセフ・トーマス・テルドスラビッチ（Joseph Thomas Terdoslavich  , 1988年9月9日 - ）は、アメリカ合衆国・フロリダ州サラソタ出身のプロ野球選手（外野手、一塁手）。右投両打。メキシカンリーグのレオン・ブラボーズ所属。
マイク・グリーンウェルはおじ。

## 経歴

### プロ入り前
2007年のMLBドラフト27巡目（全体1051位）でタンパベイ・デビルレイズから指名されたが、契約せずマイアミ大学に進学した。

### プロ入りとブレーブス時代
カリフォルニア州立大学ロングビーチ校在学時の2010年、MLBドラフト6巡目（全体194位）でアトランタ・ブレーブスから指名され、プロ入りした。
2011年は、A級リンチバーグ・ヒルキャッツでプレーした。オフにはアリゾナ・フォールリーグに参加し、サプライズ・サグアロスに所属した。
2013年は、AAA級グウィネット・ブレーブスで迎えた。7月4日に怪我で離脱したジョーダン・シェーファーに替わってメジャーに昇格し、同日メジャーデビューを果たした。オフには、リーガ・デ・ベイスボル・プロフェシオナル・デ・ラ・レプブリカ・ドミニカーナに参加しトロス・デル・エステでプレーした。オフに日本の阪神タイガースが獲得候補に入れていたが、契約には至らなかった。
2014年は、開幕をAAA級グウィネットで迎えた。9月1日にセプテンバーコールアップで昇格した。9試合という限定的な出場機会であったが、打率.300を記録した。
2015年は28試合に出場して、打率.214に終わったが、メジャー1号本塁打を放った。

### ブレーブス退団後
2016年1月8日にウェイバー公示を経てボルチモア・オリオールズへ移籍したが、21日にDFA、28日に40人枠を外れる形で傘下のAAA級ノーフォーク・タイズへ配属された。シーズンではAAA級ノーフォークとAA級ボウイ・ベイソックスでプレーした。11月7日にFAとなった。
2017年1月18日、ピッツバーグ・パイレーツとマイナー契約を結び、同年のスプリングトレーニングに招待選手として参加することになった。オフに自由契約となった。
2018年4月16日に独立リーグ・アトランティックリーグのランカスター・バーンストーマーズと契約したが、7月15日にニューヨーク・メッツとマイナー契約を結び移籍した。オフの11月2日にFAとなった。
2019年3月6日にランカスター・バーンストーマーズと契約。125試合に出場して、打率.294、22本塁打、75打点という成績だった。
2020年3月1日にニューヨーク・メッツとマイナー契約を結んだが、新型コロナウイルスの感染拡大によりマイナーリーグが開催されなかったため、公式戦に出場することなく5月28日にリリースされた。6月18日に独立リーグ・アメリカン・アソシエーションのシカゴ・ドッグスと契約した。
2021年5月12日にメキシカンリーグのモンテレイ・サルタンズと契約したが、6月11日にレオン・ブラボーズにトレード移籍した。8月26日に前年も在籍したアメリカン・アソシエーションのシカゴ・ドッグスにレンタル移籍した。10月1日にレオン・ブラボーズに復帰。

## 詳細情報

### 年度別打撃成績
| 年 度     | 球 団     | 試 合 | 打 席 | 打 数 | 得 点 | 安 打 | 二 塁 打 | 三 塁 打 | 本 塁 打 | 塁 打 | 打 点 | 盗 塁 | 盗 塁 死 | 犠 打 | 犠 飛 | 四 球 | 敬 遠 | 死 球 | 三 振 | 併 殺 打 | 打 率 | 出 塁 率 | 長 打 率 | O P S |
| --------- | --------- | ----- | ----- | ----- | ----- | ----- | -------- | -------- | -------- | ----- | ----- | ----- | -------- | ----- | ----- | ----- | ----- | ----- | ----- | -------- | ----- | -------- | -------- | ----- |
| 2013      | ATL       | 55    | 92    | 79    | 11    | 17    | 4        | 0        | 0        | 21    | 4     | 1     | 0        | 0     | 1     | 12    | 1     | 0     | 24    | 2        | .215  | .315     | .266     | .581  |
| 2014      | ATL       | 9     | 11    | 10    | 1     | 3     | 2        | 0        | 0        | 5     | 2     | 0     | 0        | 0     | 0     | 0     | 0     | 1     | 3     | 0        | .300  | .364     | .500     | .864  |
| 2015      | ATL       | 28    | 59    | 56    | 5     | 12    | 4        | 1        | 1        | 21    | 4     | 0     | 0        | 0     | 0     | 3     | 1     | 0     | 14    | 1        | .214  | .254     | .375     | .629  |
| 通算：3年 | 通算：3年 | 92    | 162   | 145   | 17    | 32    | 10       | 1        | 1        | 47    | 10    | 0     | 0        | 0     | 0     | 15    | 2     | 1     | 41    | 3        | .221  | .296     | .324     | .620  |

### 背番号
- 25 (2013年)
- 17 (2014年)
- 28 (2015年 - 同年途中)
- 53 (2015年途中 - 同年終了)